# Gare de Kemi
La gare de Kemi (en finnois : Kemin rautatieasema) est une gare ferroviaire de la voie ferrée Oulu–Tornio située à Kemi en Finlande.

### Desserte

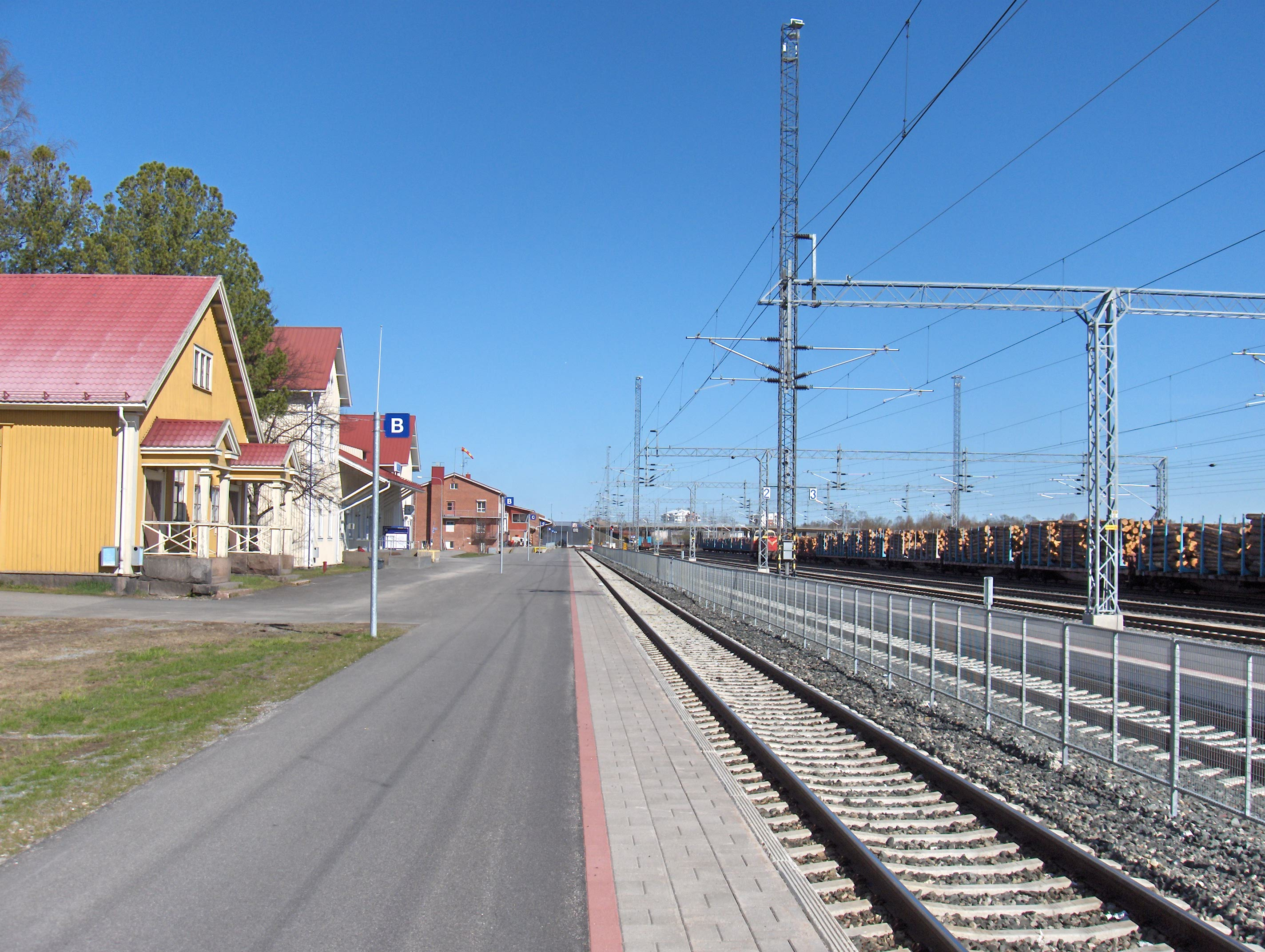
La gare de Kemi.